# 白骁
白骁（1982年4月9日—）,本名石骁，浙江温州人，中国大陆男漫画家，现漫友文化签约作者，代表作《4.9×4.9》、《武道狂之诗-少年版》。

## 创作履历
- 《冒险王》（2003，漫画家）
- 《风之行者》（2003，中国卡通）
- 《aeolus boy》（2005，mobtoon comic）
- 《4.9×4.9》（2008，漫友）
- 《4.9×4.9 -new battle-》（2010，漫画SHOW）
- 《武道狂之诗-少年版》（2012，漫画SHOW，原作：乔靖夫）

## 曾获奖项
- 2002，WACOM杯第二届网络漫画大赛特别奖（《MAGIC 便利店》）
- 2009，第6届金龙奖最佳少年漫画奖（《4.9×4.9--叶楠的故事》）